# Tour Areva
Tour Areva (znany również pod nazwą Tour Fiat, oraz Tour Framatome) – wieżowiec w aglomeracji paryskiej, we Francji, w dzielnicy La Défense, o wysokości 184 m. Budynek został otwarty w 1974. Liczy 44 kondygnacje.
Siedziba główna francuskiego koncernu z branży energetyki jądrowej – Areva.